# Kuneš ze Zvole
Konrád III. ze Zvole (Kuneš, Kunko, Kunce) byl 30. olomoucký biskup, bratr Markvarta ze Zvole.

## Životopis
Narodil se v moravském šlechtickém rodě Zvolských ze Zvole, roku 1406 se stal knězem, auditorem papežského soudu a papežským kaplanem. V roce 1412 se stal scholastikem kapituly v Olomouci, v roce 1415 kanovníkem v Týně nad Vltavou a v roce 1419 farářem u sv. Mořice v Kroměříži. V roce 1420 se stal olomouckým proboštem. V letech 1415–1422 byl i svatovítským kanovníkem v Praze, kde získal titul doktora dekretů. Byl rovněž proboštem u sv. Jiljí a kanovníkem vyšehradským a vratislavským. Za podpory krále Zikmunda se stal olomouckým biskupem a administrátorem pražské arcidiecéze. Papež Martin V. jeho volbu potvrdil a 10. ledna 1431 přijal Konrád biskupské svěcení.
Biskup Konrád po svém zvolení ihned svolal diecézní synodu do Brna, při níž nařizoval kněžím předepsaný oděv a tonsuru, zakazoval přepych v odívání a připomínal povinnosti residence. Potom cestoval s králem Zikmundem po Uhrách a po Německu a roku 1433 odjel na koncil do Basileje. V Ulmu byl stižen úplavicí a 4. srpna 1434 tam zemřel. Byl pohřben v ulmském chrámu bosáků.